# Kyjov (Slowakije)
Kyjov (Hongaars: Kijó) is een Slowaakse gemeente in de regio Prešov, en maakt deel uit van het district Stará Ľubovňa.
Kyjov telt 731 inwoners.